# Acklins
L'île d'Acklins est une île des Bahamas. Elle fait partie du même atoll que Crooked Island, Long Cay  et Castle Island, mais représente un district à part.

## Histoire
L'histoire de l'île est étroitement liée à celle de l'île de Crooked Island. L'île fut peuplée par des colons américains loyalistes qui furent chassés des États-Unis dans les années 1780 et qui s'installèrent dans cette île pour pratiquer la culture du coton à l'aide d'esclaves. Après l'abolition de l'esclavage, les habitants développèrent une activité de pêche et d'agriculture vivrière et firent commerce des éponges.
Sur l'île de Castle Island subsiste un phare construit en 1867 et entièrement rénové.
Le 8 septembre 2017, l'île est la première des Bahamas à se trouver sur le trajet direct de l'ouragan Irma, alors classé en catégorie 4, qui provoque des dégâts majeurs.

## Géographie
La superficie de l'île est selon le gouvernement bahamien est de 403 km2, mais elle varie de 311 km2 à 507,5 km2 selon d'autres organismes.
L'île est situé à 449 km au sud-est de Nassau. Deux petites îles à l'est d'Acklins, les Plana Cays, sont une réserve protégée pour les iguanes et pour une espèce très rare de hutias.
Le lagon à l'ouest de l'île d'Acklins et au centre de l'atoll se nomme Bight of Acklins.

## Démographie
La population de l'île a fortement décliné, puisqu'elle comptait 1 561 habitants en 1901 et n'en a plus que 428 en 2000 (565 en 2010). La principale ville est Salina Point (129 habitants). 

## Transports
L'île d'Acklins possède un petit aérodrome, à Spring Point (en) (IATA : AXP, OACI : MYAP), avec une piste de 1 500 m.

## District
Acklins est l'un des 32 districts des Bahamas. Le district est constitué de l'île d'Acklins et de quelques îles de moindre importance (Castle Island, Plana Cays…) et porte le numéro 1 sur la carte. Il forme depuis 1999 un district à part de Crooked Island.